# Christian Ehrenfried Weigel
Christian Ehrenfried Weigel   (Stralsund, 24 de maig de 1748 - Greifswald, 8 d'agost de 1831) va ser un químic i naturalista alemany. Va estudiar a la Universitat Georg-August de Göttingen i va seguir minuciosament els cursos de Johann Christian Erxleben (1744-1777). Va ser diplomat l'any 1771. A partir del 1774, va ser professor de química, farmàcia, botànica, mineralogia a la Universitat Ernst-Moritz-Arndt von Greifswald.
Va desenvolupar, a més d'altres assumptes, un «condensador de flux» Gegenstromkühler l'any 1771, millorat més tard per Justus von Liebig (1803-1873), donant-se a conèixer amb el nom de circuit refrigerant de Liebig.

## Abreviatura (botànica)
L'abreviació Weigel s'usa per a indicar a Christian Ehrenfried Weigel com a autoritat en la descripció i classificació científica dels vegetals.

## Obra
- Flora Pomerano-Rugica. Gottl. Aug. Lange, Berolini Stralsundia et Lipsiae 1769 doi:10.5962/bhl.title.7041

- Observationes Chemicae et Mineralogicae. Gotinga 1771

- Observationes Botanicae. Gryphia 1772

- ''Der Physischen Chemie Zweiter Teil, Dritte und aboca Abtheilung. Leipzig 1776

- Versuch einer Krystallographie. Greifswald 1777

- Grundriß der regnin und angewandten Chemie. 1er v. Greifswald 1777

- Anfangsgründe der Theorethischen und Praktischen Chemie. 2n v. Leipzig 1780

- Herrn Gustav von Engström's Beschreibung eine mineralogischen Taschenlaboratorium und insbesondere des Nutzens des Blaserohrs in der Mineralogie. 2a ed. Greifswald 1782

- Physische Untersuchungen über dónes Feuer. Leipzig 1782

- Gegengifte des Arseniks, giftigen Sublimats, Spangrüns und Bleies. 2n v. Greifswald 1782

- Entdeckungen über dónes Licht. Leipzig 1783

- Physische Untersuchungen über die Elektricität. Leipzig 1784 online

- Chemische Vorlesungen. Greifswald 1789 online[Enllaç no actiu]

- Einleitung zu allgemeinen Scheidekunst. Zweites Stück, Leipzig 1790 online

- Magazin für Freunde der Naturlehre und Naturgeschichte, Scheidekunst, Land- und Stadtwirtschaft, Volks- und Staatsarznei. Vierter Band, Erstes Stück, Greifswald 1796 online

## Honors
L'any 1792, va ser designat membre estranger de la Reial Acadèmia Sueca de Ciències.
L'any 1806, Weigel rep el títol de la noblesa, adjuntant la partícula von al seu cognom.
L'any 1808, és designat metge de la mansió del rei de Suècia.

## Eponimia
Gènere botànic
- Weigela Thunb.[3]